# Teoria quântica de campos em espaço-tempo curvo
Em física de partículas, teoria quântica de campos em espaços-tempos curvos (TQCEC) é uma extensão da teoria quântica de campos no espaço-tempo plano de Minkowski (métrica de Minkowski). Dois resultados muito importantes dessa teoria diz respeito à criação de partículas por campos gravitacionais variáveis no tempo e por buracos negros.

## Descrição
No âmbito da TQCEC, ocorrem fenômenos inteiramente novos e o número de partículas não é bem definido. Apenas em certas situações, como em espaços-tempos assintoticamente planos (curvatura cosmológica nula), a noção de partículas ingoing (que tendem a entrar) e outgoing (que tendem a sair) pode ser recuperada, permitindo assim definir um operador de transição de estados, matriz-Ŝ. Mesmo assim, no espaço-tempo plano, a interpretação das partículas assintóticas depende do observador (ou seja, diferentes observadores podem medir diferentes números de partículas assintóticas em um determinado espaço-tempo).